# Porta San Ranierino
Porta San Ranierino è una porta della cerchia muraria di Pisa.

## Storia e descrizione
La porta è stata aperta in epoca moderna XX secolo, fine anni '40 immediato dopo guerra) per consentire il passaggio del traffico da via Contessa Matilde a via Cardinale Maffi. Inoltre è un'ulteriore via di accesso posteriore alla vicina piazza del Duomo provenendo dalla parte nord della città.
Prende il nome dalla vicina chiesa dei Santi Ranieri e Leonardo, detta "San Ranierino".

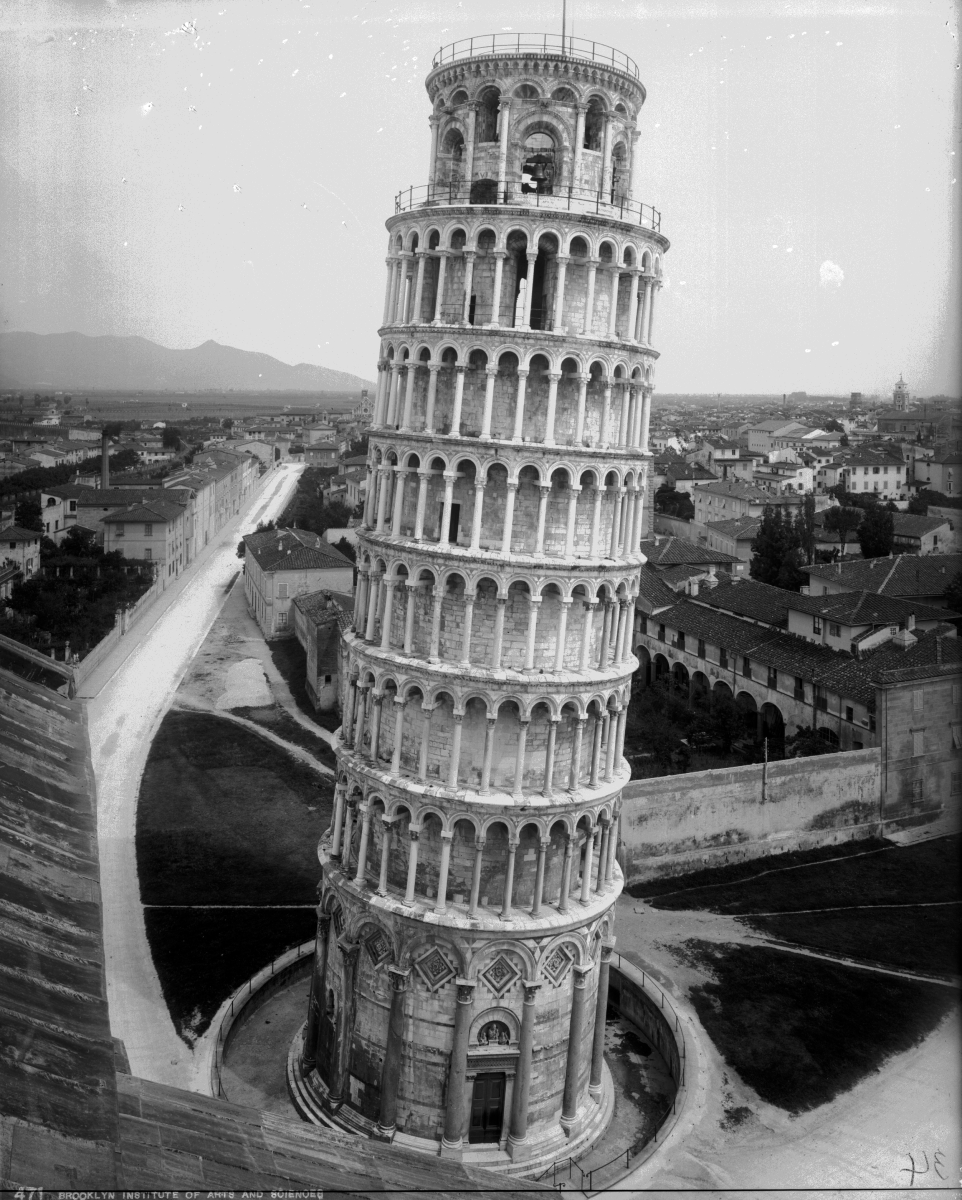
In questa foto della torre di Pisa del 1895, a sinistra la porta e via San Ranierino non erano ancora presenti.